# Лоулер, Род
Род Ло́улер (англ. Rod Lawler; род. 12 июля 1971, Ливерпуль, Англия) — английский профессиональный игрок в снукер.

## Карьера
Лучшим выступлением в рейтинговых соревнованиях является финал International Open 1996, где Лоулер уступил Джону Хиггинсу, 3:9.
Из нерейтинговых побед можно отметить Merseyside Professional Championship 1996 (победа над Дином Рейнолдсом, 5:4).

## Места в мировой табели о рангах
Лучшим местом в мировом рейтинге было 20-е по результатам сезона 1995/96. В следующем сезоне Лоулер сохранил место в топ-32, однако, затем опускался всё ниже. На начало сезона 2011/12 Лоулер занимал 58-ю строчку мирового рейтинга.

## Победы на турнирах
- Merseyside Professional Championship — 1996